# Венцковиці (Тарновський повіт)
Венцковиці (пол. Więckowice) — село в Польщі, у гміні Войнич Тарновського повіту Малопольського воєводства.
Населення — 681 особа (2011).
У 1975-1998 роках село належало до Тарновського воєводства.

## Географія
Селом протікає річка Вєнцкувка.

## Демографія
Демографічна структура станом на 31 березня 2011 року:
|          | Загалом | Допрацездатний вік | Працездатний вік | Постпрацездатний вік |
| -------- | ------- | ------------------ | ---------------- | -------------------- |
| Чоловіки | 332     | 73                 | 215              | 44                   |
| Жінки    | 349     | 88                 | 199              | 62                   |
| Разом    | 681     | 161                | 414              | 106                  |